# Scopula rubrolineata
Scopula rubrolineata är en fjärilsart som beskrevs av Carl Freiherr von Gumppenberg 1892. Scopula rubrolineata ingår i släktet Scopula och familjen mätare. Inga underarter finns listade.